# استدماج (علم نفس)
الاستدماج (بالإنجليزية: Introjection)‏ هو مصطلح يشيع استخدامه في التحليل النفسي, ورغم تباين معانيه إلا أنه في صورته العامة عبارة عن عملية يحاول فيها الشخص نسخ أو تكرار سلوكيات أو أفكار من الوسط المحيط أو من أشخاص آخرين وجعلها جزء من داخله، على سبيل المثال عندما يقوم الشخص بالتقاط سلوك أو أفكار من شخص آخر كصديق مثلا فهذا هو الاستدماج.
يعد مصطلحين الاستبطان والتماهي مصطلحات قريبة الشبه بالاستدماج، كما وصف الاسقاط بأنه بداية أساسية لعملية الاستدماج.

## الإسقاط والاستدماج
يعد الإسقاط عملية من الداخل إلي الخارج (الوسط المحيط), حيث يُسقط الشخص رغباته وانطباعاته (الداخل) على الوسط أو على شخص آخر (الخارج), والتماهي الإسقاطي هو الخطوة التي تلي الإسقاط، حيث يُسقط الشخص رغباته على الوسط المحيط (الخارج) ثم يعترف بوجودها فيه.
فعلى سبيل المثال عندما يكره شخص ما شخصا آخر (الداخل) فكنوع من أنواع الدفاعات النفسية فإنه قد يقوم بإسقاط أو نسب هذا الفعل (الكراهية) إلى الشخص الثاني (الخارج)، فيهئ له عقله بأن الشخص الثاني هو الذي يكرهه وليس حقيقة أنه هو الذي يكره الشخص الثاني، هذا هو الإسقاط، بينما التماهي الإسقاطي هو أن ينسب الفعل إلى الوسط المحيط (الخارج) ثم يتماهى معه أو يعترف به داخله، ففي المثال السابق يكون التماهي الاسقاطي بأن ينسب الكراهية إلى الشخص الثاني (الخارج) أولا ثم يعترف بها أنها أيضا بداخلة.
الإستدماج هو على العكس من الإسقاط، بمعني أنه من الوسط المحيط (الخارج) إلي الداخل، حيث يري الشخص سلوكيات أو أفكار جميلة (الخارج) فيحاول أن يستدمج معها ويجعلها جزءا من أفكاره (الداخل), بينما التماهي الاستدماجي هو خطوة متقدمة على الاستدماج ذاته، حيث يرى الشخص غيره يستدمج أفكار أو سلوكيات ويعترف داخله بأنه يقوم بنفس الفعل.

## الاستدماج في الدين
يعد الاستدماج جزء مهم في العمليات الدينية، فعل سبيل المثال: في الإسلام يعد الاقتداء برسول الإسلام أمرا مهما، وهذا الاقتداء يعتمد بشكل أساسي علي الإستدماج، حيث يتعرف المسلم علي سلوكيات النبي مثلا(الخارج) ثم يحاول الاستدماج مع هذه الأفكار (الداخل).